# Universo DC (revista em quadrinhos)
Universo DC é uma revista em quadrinhos mensal de histórias publicadas, originalmente publicadas pela editora estadunidense DC Comics, distribuídas no Brasil pela Editora Panini Comics.[carece de fontes?] Diferente das edições americanas, que são todas publicadas individualmente, é costume no Brasil lançar as séries nos chamados "mix", contendo, normalmente, quatro edições das séries originais em cada edição nacional. Atualmente, Universo DC abriga as séries americanas Xeque-Mate (Checkmate), Pacto das Sombras (Shadowpact), Sexteto Secreto (Secret Six) e a minissérie em 6 partes A Batalha Por Blüdhaven (Crisis Aftermath: Battle for Blüdhaven). A revista foi lançada em junho de 2007, na esteira da publicação de Crise Infinita no Brasil, com histórias sobre algumas das conseqüências do evento.

## Série da Editora Panini

### Primeira série (2007-presente)
| Edição nacional | História 1                                 | História 2     | História 3     | História 4     | Data de publicação |
| --------------- | ------------------------------------------ | -------------- | -------------- | -------------- | ------------------ |
| #01             | Crisis Aftermath: Battle for Blüdhaven #01 | Shadowpact #01 | Secret Six #01 | Checkmate #01  | jun 07             |
| #02             | Crisis Aftermath: Battle for Blüdhaven #02 | Shadowpact #02 | Checkmate #02  | Secret Six #02 | jul 07             |
| #03             | Crisis Aftermath: Battle for Blüdhaven #03 | Shadowpact #03 | Checkmate #03  | Secret Six #03 | ago 07             |